# Cristian Martínez Alejo
Pour les articles homonymes, voir Martínez et Cristian Martínez.
Cristian Martínez Alejo, né le 16 octobre 1989, est un footballeur international andorran qui évolue au poste d'attaquant au CF Atlètic Amèrica.

## Biographie

### En club
Cristian Martínez commence sa carrière de footballeur lors de la saison 2009-2010 au FC Andorre qui évolue en septième division espagnole. En cinq saisons, il participe à deux montées du club en 2011 puis 2012 et découvre la cinquième division espagnole.
Il rejoint ensuite le championnat d'Andorre avec le FC Lusitanos et découvre la Ligue des champions en jouant les deux matchs du premier tour préliminaire contre EB/Streymur. Double buteur au match aller lors d'un match nul deux buts partout, il ne peut empecher l'élimination de son équipe lors du match retour cinq buts à un. Il rejoint la saison suivante le FC Santa Coloma avec qui il est champion d'Andorre en 2015 et 2016. Avec 22 buts, il est le meilleur buteur du championnat andorran en 2015
Après deux titres en trois saisons et deux finales de Coupe d'Andorre perdue en 2014 et 2015, il revient au FC Andorre.
Il y passe trois saisons avant de retrouver le championnat d'Andorre sous les couleurs de l'Inter d'Escaldes avec qui il remporte deux nouveaux championnats en 2020 et 2021 ainsi que sa première Coupe d'Andorre en 2020 et sa première Supercoupe d'Andorre en 2021.

### En sélection
Il fait ses débuts en équipe nationale en 2009. Il inscrit un but lors des éliminatoires de l'Euro 2012 contre l'Irlande, ce qui constitue le seul but andorran marqué dans ces éliminatoires. Il inscrit son deuxième but le 22 février 2017 lors du match amical contre Saint-Marin pour une victoire sur le score deux buts à zéro.

## Statistiques
| Saison                | Club                  | Championnat           | Championnat | Championnat | Coupe(s) nationale(s) | Coupe(s) nationale(s) | Supercoupe | Supercoupe | Compétition(s) continentale(s) | Compétition(s) continentale(s) | Compétition(s) continentale(s) | Total | Total |
| Saison                | Club                  | Division              | M.          | B.          | M.                    | B.                    | M.         | B.         | Comp.                          | M.                             | B.                             | M.    | B.    |
| 2008-2009             | FC Andorra            | Primera Territorial   | 30          | 8           | -                     | -                     | -          | -          | -                              | -                              | -                              | 30    | 8     |
| 2009-2010             | FC Andorra            | Primera Territorial   | 29          | 16          | -                     | -                     | -          | -          | -                              | -                              | -                              | 29    | 16    |
| 2010-2011             | FC Andorra            | Primera Territorial   | 32          | 27          | -                     | -                     | -          | -          | -                              | -                              | -                              | 32    | 27    |
| 2011-2012             | FC Andorra            | Segona Catalana       | 21          | 14          | -                     | -                     | -          | -          | -                              | -                              | -                              | 21    | 14    |
| 2012-2013             | FC Andorra            | Primera Catalana      | 22          | 11          | -                     | -                     | -          | -          | -                              | -                              | -                              | 22    | 11    |
| Sous-total            | Sous-total            | Sous-total            | 134         | 76          | -                     | -                     | -          | -          | -                              | -                              | -                              | 134   | 76    |
| 2013-2014             | FC Lusitanos          | Primera Divisió       | 18          | 9           | 5                     | 7                     | -          | -          | C1                             | 2                              | 2                              | 25    | 18    |
| 2014-2015             | FC Santa Coloma       | Primera Divisió       | 20          | 22          | 4                     | 3                     | -          | -          | C1                             | 4                              | 0                              | 28    | 25    |
| 2015-2016             | FC Santa Coloma       | Primera Divisió       | 16          | 9           | -                     | -                     | -          | -          | C1                             | 2                              | 0                              | 18    | 9     |
| 2016-2017             | FC Santa Coloma       | Primera Divisió       | -           | -           | -                     | -                     | -          | -          | C1                             | 2                              | 0                              | 2     | 0     |
| Sous-total            | Sous-total            | Sous-total            | 36          | 31          | 4                     | 3                     | -          | -          | -                              | 8                              | 0                              | 48    | 34    |
| 2016-2017             | FC Andorra            | Primera Catalana      | 31          | 17          | -                     | -                     | -          | -          | -                              | -                              | -                              | 31    | 17    |
| 2017-2018             | FC Andorra            | Primera Catalana      | 31          | 8           | -                     | -                     | -          | -          | -                              | -                              | -                              | 31    | 8     |
| 2018-2019             | FC Andorra            | Primera Catalana      | 20          | 8           | -                     | -                     | -          | -          | -                              | -                              | -                              | 20    | 8     |
| Sous-total            | Sous-total            | Sous-total            | 82          | 33          | -                     | -                     | -          | -          | -                              | -                              | -                              | 82    | 33    |
| 2019-2020             | Inter Club d'Escaldes | Primera Divisió       | 23          | 4           | 2                     | 0                     | -          | -          | -                              | -                              | -                              | 25    | 4     |
| 2020-2021             | Inter Club d'Escaldes | Primera Divisió       | 15          | 1           | 1                     | 0                     | -          | -          | -                              | -                              | -                              | 16    | 1     |
| Sous-total            | Sous-total            | Sous-total            | 38          | 5           | 2                     | 0                     | -          | -          | -                              | -                              | -                              | 40    | 5     |
| 2021-2022             | FC Santa Coloma       | Primera Divisió       | 14          | 0           | 2                     | 0                     | -          | -          | -                              | -                              | -                              | 16    | 0     |
| 2022-2023             | UE Engordany          | Primera Divisió       | 3           | 0           | -                     | -                     | -          | -          | -                              | -                              | -                              | 3     | 0     |
| 2022-2023             | FC Ordino             | Primera Divisió       | 9           | 0           | 2                     | 0                     | -          | -          | -                              | -                              | -                              | 11    | 0     |
| Total sur la carrière | Total sur la carrière | Total sur la carrière | 334         | 154         | 16                    | 10                    | -          | -          | -                              | 10                             | 2                              | 360   | 166   |

## Palmarès
Il est champion d'Andorre à quatre reprises en 2015 et 2016 avec le FC Santa Coloma puis en 2020 et 2021 avec l'Inter d'Escaldes.
Il remporte la Coupe d'Andorre en 2020 avec l'Inter d'Escaldes après avoir été finaliste en 2014  avec le FC Lusitanos et en 2015 avec le FC Santa Coloma ainsi que la Supercoupe d'Andorre 2021.

### Distinctions individuelles
Il est meilleur buteur du championnat d'Andorre en 2015.